# Bastanès
Bastanès è un comune francese di 135 abitanti situato nel dipartimento dei Pirenei Atlantici, nella regione della Nuova Aquitania.

## Società

### Evoluzione demografica
Abitanti censiti